# Miraklet i Gullspång
Miraklet i Gullspång är en svensk dokumentärfilm från 2023 i regi av Maria Fredriksson. Filmen hade biopremiär i Sverige den 27 oktober 2023, utgiven av Njutafilms.
Inför Guldbaggegalan 2024 nominerades filmen i fyra kategorier, bland annat Bästa film. Vid galan utsågs den till Bästa dokumentärfilm.

## Handling
Ett tecken från Gud får två norska systrar att köpa en lägenhet i svenska Gullspång. När de möter säljaren av lägenheten på mäklarkontoret är hon en kopia av deras döda storasyster, som de trodde begick självmord 30 år tidigare.